# فرنسيسكو كارو
فرنسيسكو كارو (بالإسبانية: Francisco Caro)‏ هو رسام إسباني، ولد في 1627 في إشبيلية في إسبانيا، وتوفي في 1667.